# کوین پولاک
کوین پولاک (به انگلیسی: Kevin Pollak) (زاده ۳۰ اکتبر ۱۹۵۷) بازیگر آمریکایی است.
از فیلم‌های معروف که او در آن بازی کرده می‌توان به فیلم‌های جوانا من، پلیس تعلیق شده، سال بزرگ، همه نه یارد، همه ده یارد، او همه چیز تمام است، کمانه، دکتر دولیتل ۲، مردان متوسط، ۳۰۰۰ مایل به گریسلند، جهان وین ۲، داستان ال.ای، تابستان هندی، بابا نوئل ۲، بابا نوئل ۳، تخته سنگ تمیز، شکنجه، ۳ گیزرز!، این فیلم را بدزدید! و مظنونین همیشگی اشاره کرد.